# رون غرينوود
رونالد غرينوود (بالإنجليزية: Ron Greenwood)‏، من مواليد 11 نوفمبر 1921 في وورسثورن في إنجلترا، وتوفي في 9 فبراير 2006 في سوفولك في إنجلترا، لاعب كرة قدم إنجليزي سابق، ومدرب كرة قدم إنجليزي سابق.
درب منتخب إنجلترا لكرة القدم منذ عام 1977 وحتى عام 1982.

## روابط خارجية
- رون غرينوود على موقع الاتحاد الدولي (مؤرشف)  (الإنجليزية)
- رون غرينوود على موقع قاعدة بيانات كرة القدم.إي يو (الإنجليزية)
- رون غرينوود على موقع Soccerbase.com (مدرب) (الإنجليزية)